# Anna Karolína Schmiedlová
Anna Karolína Schmiedlová  (Kassa, Szlovákia, 1994. szeptember 13. –) szlovák profi teniszezőnő.
2011 óta tartó profi pályafutása során három egyéni WTA- és két egyéni WTA 125K tornagyőzelmet szerzett, emellett még 12 ITF-tornát nyert egyéniben.
Juniorként 2012-ben a Roland Garros döntőjébe jutott. A felnőtt mezőnyben a Grand Slam-tornákon a legjobb eredményt a 2023-as Roland Garroson érte el, amelyen a 4. fordulóig jutott.
Legjobb egyéni világranglista-helyezése a 26. hely, amelyre 2015. október 12-én került, párosban a legjobbjaként a 213. helyen állt 2015. június 15-én. 2012-ben, valamint 2014–2016 között szerepelt Szlovákia Fed-kupa-válogatottjában.
Testvére Kristína Schmiedlová szintén profi teniszező.

## Junior Grand Slam döntő

### Lány egyéni
| Eredmény | Év   | Verseny       | Borítás | Ellenfél    | Eredmény      |
| -------- | ---- | ------------- | ------- | ----------- | ------------- |
| Döntős   | 2012 | Roland Garros | Salak   | Annika Beck | 6–3, 5–7, 3–6 |

## WTA döntői

### Egyéni: 5 (3–2)
| Összesítés           |                        |
| Grand Slam-torna (0) |                        |
| Tier I (0)           | Premier Mandatory* (0) |
| Tier II (0)          | Premier Five* (0)      |
| Tier III (0)         | Premier* (0)           |
| Tier IV (0)          | International* (3-2)   |
| Tier V (0)           | Challenger* (0)        |

| Címek borításonként |
| ------------------- |
| Kemény (1–1)        |
| Fű (0–0)            |
| Salak (2–1)         |
| Szőnyeg (0–0)       |

| Eredmény | No. | Dátum             | Torna                                 | Borítás    | Ellenfél a döntőben      | Eredmény    |
| -------- | --- | ----------------- | ------------------------------------- | ---------- | ------------------------ | ----------- |
| Döntős   | 1.  | 2015. február 16. | Rio Open, Rio de Janeiro              | Salak      | Sara Errani              | 6–7(2), 1–6 |
| Győztes  | 1.  | 2015. április 6.  | Katowice Open, Katowice               | Kemény (f) | Camila Giorgi            | 6–4,67–3    |
| Győztes  | 2.  | 2015. július 19.  | BRD Bucharest Open, Bukarest          | Salak      | Sara Errani              | 7–6(3), 6–3 |
| Győztes  | 3.  | 2018. április 15. | Copa Colsanitas, Bogotá               | Salak      | Lara Arruabarrena Vecino | 6–2, 6–4    |
| Döntős   | 2.  | 2019. január 12.  | Moorilla Hobart International, Hobart | Kemény     | Sofia Kenin              | 3–6, 0–6    |

## WTA 125K döntői

### Egyéni

#### Győzelmei (2)
| No. | Dátum              | Torna                                  | Borítás | Ellenfél a döntőben | Eredmény      |
| --- | ------------------ | -------------------------------------- | ------- | ------------------- | ------------- |
| 1.  | 2021. augusztus 1. | Belgrade Ladies Open, Belgrád, Szerbia | Salak   | Arantxa Rus         | 6–3, 6–3      |
| 2.  | 2024. május 19.    | Parma Ladies Open, Parma, Olaszország  | Salak   | Mayar Sherif        | 7–5, 2–6, 6–4 |

#### Elveszített döntői (1)
| No. | Dátum                | Torna                                 | Borítás | Ellenfél a döntőben | Eredmény |
| --- | -------------------- | ------------------------------------- | ------- | ------------------- | -------- |
| 1.  | 2023. szeptember 24. | Parma Ladies Open, Parma, Olaszország | Salak   | Ana Bogdan          | 5–7, 1–6 |

## ITF döntői (12–10)

### Egyéni (12–6)
| Díjazás                |
| ---------------------- |
| $100,000 verseny       |
| $75,000/80,000 verseny |
| $50,000/60,000 verseny |
| $25,000 verseny        |
| $15,000 verseny        |
| $10,000 verseny        |

| Borítás       |
| ------------- |
| Kemény (3–2)  |
| Salak (9–3)   |
| Fű (0–0)      |
| Szőnyeg (0–1) |

| Eredmény | No. | Dátum               | Verseny                           | Borítás     | Ellenfél                   | Eredmény         |
| -------- | --- | ------------------- | --------------------------------- | ----------- | -------------------------- | ---------------- |
| Győzelem | 1.  | 2011. október 10.   | Jereván, Örményország             | Salak       | Tatia Mikadze              | 6–4, 6–3         |
| Győzelem | 2.  | 2012. március 26.   | Antalya, Törökország              | Salak       | Anna-Lena Friedsam         | 7–6(5), 6–4      |
| Győzelem | 3.  | 2012. április 2.    | Antalya, Törökország              | Kemény      | Anna-Lena Friedsam         | 7–5, 6–2         |
| Győzelem | 4.  | 2012, május 7.      | Bad Saarow, Germany               | Salak       | Kateřina Vaňková           | 6–1, 6–3         |
| Győzelem | 5.  | 2012. május 26.     | Brescia, Olaszország              | Salak       | Beatriz García Vidagany    | 6–3, 6–2         |
| Döntős   | 1.  | 2012. július 16.    | Darmstadt, Németország            | Salak       | Laura Siegemund            | 6–7(7), 3–6      |
| Győzelem | 6.  | 2012. október 29.   | Netanya, Izrael                   | Kemény      | Stephanie Vogt             | 0–6, 6–3, 6–4    |
| Döntős   | 2.  | 2012. november 12.  | Helsinki, Finnország              | Szőnyeg (f) | Amra Sadiković             | 4–6, 0–6         |
| Győzelem | 7.  | 2013. április 29.   | Civitavecchia, Olaszország        | Salak       | Magda Linette              | 6–0, 6–1         |
| Döntős   | 3.  | 2013. július 8.     | Biarritz, Franciaország           | Salak       | Stephanie Vogt             | 6–1, 3–6, 2–6    |
| Győzelem | 8.  | 2014. március 24.   | Osprey, Amerikai Egyesült Államok | Salak       | Marina Eraković            | 6–2, 6–3         |
| Győzelem | 9.  | 2014. május 5.      | Trnava, Szlovákia                 | Salak       | Barbora Záhlavová-Strýcová | 6–4, 6–2         |
| Döntős   | 4.  | 2014. május 12.     | Prága, Csehország                 | Salak       | Heather Watson             | 6–7(5), 0–6      |
| Győztes  | 10. | 2017. június 4.     | Grado, Olaszország                | Salak       | Martina Trevisan           | 2–6, 6–2, 6–4    |
| Győztes  | 11. | 2017. június 11.    | Staré Splavy, Csehország          | Salak       | Vera Lapko                 | 6–4, 7–5         |
| Döntős   | 5.  | 2017. augusztus 13. | Landisville, Egyesült Államok     | Kemény      | Vera Lapko                 | 6–4, 4–6, 6–7(4) |
| Győztes  | 12. | 2017. október 29.   | Macon, Egyesült Államok           | Kemény      | Victoria Duval             | 6–4, 6–1         |
| Döntős   | 6.  | 2022. október 16.   | Trnava, Szlovákia                 | Kemény (f)  | Eva Lys                    | 2–6, 6–4, 2–6    |

### Páros (0–4)
| Versenytípus     |
| ---------------- |
| $100,000 verseny |
| $75,000 verseny  |
| $50,000 verseny  |
| $25,000 verseny  |
| $15,000 verseny  |
| $10,000 verseny  |

| Borítás       |
| ------------- |
| Kemény (0–1)  |
| Salak (0–3)   |
| Fű (0–0)      |
| Szőnyeg (0–0) |

| Eredmény | No. | Dátum             | Verseny              | Borítás | Partner                 | Ellenfél                                  | Eredmény         |
| -------- | --- | ----------------- | -------------------- | ------- | ----------------------- | ----------------------------------------- | ---------------- |
| Döntős   | 1.  | 2011. június 20.  | İzmir, Törökország   | Salak   | Alekszandrina Najdenova | Tatyjana Kotyelnyikova Jevgenyija Paskova | 4–6, 0–6         |
| Döntős   | 2.  | 2012. március 26. | Antalya, Törökország | Salak   | Chantal Škamlová        | Anamika Bhargava Sylvia Krywacz           | 6–4, 4–6, [3–10] |
| Döntős   | 3.  | 2012. október 29. | Netanya, Izrael      | Kemény  | Zuzana Luknárová        | Ljudmila Kicsenok Nagyija Kicsenok        | 1–6, 4–6         |
| Döntős   | 4.  | 2013. május 6.    | Trnava, Szlovákia    | Salak   | Jana Čepelová           | Mervana Jugić-Salkić Renata Voráčová      | 1–6, 1–6         |

## Eredményei Grand Slam-tornákon

### Egyéni
| Grand Slam | Australian Open | Australian Open  | Roland Garros | Roland Garros       | Wimbledon      | Wimbledon           | US Open        | US Open                  |
| Év         | Eredmény        | Utolsó ellenfél  | Eredmény      | Utolsó ellenfél     | Eredmény       | Utolsó ellenfél     | Eredmény       | Utolsó ellenfél          |
| 2013       | Selejtező (Q1)  | Selejtező (Q1)   | 2. kör        | Jamie Hampton       | 1. kör         | Samantha Stosur     | 2. kör         | Kaia Kanepi              |
| 2014       | 2. kör          | Garbiñe Muguruza | 3. kör        | Garbiñe Muguruza    | 1. kör         | Alizé Cornet        | 1. kör         | Aljakszandra Szasznovics |
| 2015       | 2. kör          | Zarina Dias      | 1. kör        | Alison Van Uytvanck | 1. kör         | Coco Vandeweghe     | 3. kör         | Petra Kvitová            |
| 2016       | 1. kör          | D. Kaszatkina    | 1. kör        | Garbiñe Muguruza    | 1. kör         | Simona Halep        | 1. kör         | Anastasija Sevastova     |
| 2017       | –               | –                | –             | –                   | –              | –                   | Selejtező (Q3) | Selejtező (Q3)           |
| 2018       | 1. kör          | Darja Kaszatkina | 1. kör        | Irina-Camelia Begu  | 1. kör         | Kristina Mladenovic | 1. kör         | Vang Ja-fan              |
| 2019       | 1. kör          | Elise Mertens    | 1. kör        | Ószaka Naomi        | 1. kör         | Mónica Puig         | –              | –                        |
| 2020       | 1. kör          | Belinda Bencic   | 3. kör        | Nadia Podoroska     | elmaradt       | elmaradt            | –              | –                        |
| 2021       | 2. kör          | Unsz Dzsábir     | 1. kör        | Kristina Mladenovic | Selejtező (Q2) | Selejtező (Q2)      | 2. kör         | A Pavljucsenkova         |
| 2022       | 1. kör          | Jeļena Ostapenko | 2. kör        | Danka Kovinić       | 2. kör         | Magdalena Fręch     | 2. kör         | Csang Suaj               |
| 2023       | 2. kör          | Camila Giorgi    | 4. kör        | Cori Gauff          | 1. kör         | Viktorija Golubic   | 3. kör         | Vang Hszin-jü            |
| 2024       | 1. kör          | Cori Gauff       | 1. kör        | Sara Errani         | 1. kör         | Vang Ja-fan         | 1. kör         | Clara Tauson             |
| 2025       | Selejtező (Q2)  | Selejtező (Q2)   |               |                     |                |                     |                |                          |

## Év végi világranglista-helyezései
| Év     | 2011  | 2012 | 2013 | 2014 | 2015 | 2016 | 2017 | 2018 | 2019 | 2020 | 2021 | 2022  | 2023  |
| Egyéni | 634.  | 212. | 74.  | 73.  | 26.  | 226. | 133. | 77.  | 138. | 139. | 84.  | 100.  | 71.   |
| Páros  | 1118. | 432. | 318. | 327. | 338. | 692. | 670. | –    | –    | 505. | 619. | 1250. | 1357. |